# Хиго-Синдэн (княжество)
Хиго-Синдэн-хан (яп. 肥後新田藩  хиго-синдэн-хан) — феодальное княжество (хан) в Японии периода Эдо (1666—1870), в провинции Хиго региона Кюсю. Дочерний хан Кумамото-хана (熊本藩). Также известно под названием Такасэ-хан (高瀬藩).

## Краткая информация
Административный центр: городок Кумамото-Синдэн (современный город Уто, префектура Кумамото).
Хиго-Синдэн-хан был образован в 1666 году и управлялся родом Хосокава, который принадлежал к тодзама-даймё и имел статус правителя лагеря (陣屋). Главы рода имели право присутствовать в ивовом зале сёгунов.
Хиго-Синдэн-хан был ликвидирован в 1870 году.
Доход хана — 30 000 коку риса.

## Правители
| №  | Имя               | Имя      | Годы правления | Ранг, титул     | Примечания                              |
| -- | ----------------- | -------- | -------------- | --------------- | --------------------------------------- |
| 1  | Хосокава Тосисигэ | 細川利重 | 1666 — 1687    | 従五位下 若狭守 | Третий сын Хосокавы Мицунао             |
| 2  | Хосокава Тосимаса | 細川利昌 | 1687 — 1715    | 従五位下 采女正 | Старший сын Хосокавы Тосисигэ           |
| 3  | Хосокава Тосиясу  | 細川利恭 | 1715 — 1742    | 従五位下 備後守 | Второй сын Хосокавы Тосимаса            |
| 4  | Хосокава Тосихиро | 細川利寛 | 1742 — 1767    | 従五位下 采女正 | Сын Хосокавы Тосикаты                   |
| 5  | Хосокава Тосиюки  | 細川利致 | 1767 — 1781    | 従五位下 若狭守 | Третий сын и преемник Хосокавы Тосихиро |
| 6  | Хосокава Тосицунэ | 細川利庸 | 1781 — 1805    | 従五位下 能登守 | Четвертый сын Хосокавы Тосихиро         |
| 7  | Хосокава Тосикуни | 細川利国 | 1805 — 1810    |                 | Второй сын Хосокавы Тосицунэ            |
| 8  | Хосокава Тоситика | 細川利愛 | 1810 — 1833    | 従五位下 采女正 | Третий сын Хосокавы Тосицунэ            |
| 9  | Хосокава Тосимоти | 細川利用 | 1833 — 1856    | 従五位下 能登守 | Старший сын Хосокавы Тосикуни           |
| 10 | Хосокава Тосинага | 細川利永 | 1856 — 1870    | 従五位下 若狭守 | Третий сын Хосокавы Тоситики            |